# 니시나스노역
니시나스노역(일본어: 西那須野駅)은 일본 도치기현 나스시오바라시에 있는 동일본 여객철도 도호쿠 본선의 역이다. 우쓰노미야 선 구간에 포함되어 있으며, 단선 승강장과 섬식 승강장 구조를 합친 2면 3선의 복합 형태의 철도 역사이다.

## 타는 곳
| 1 | ■ 우쓰노미야 선 | (하행) | 나스시오바라 · 고리야마 · 후쿠시마 · 센다이 방면      |
| 3 | ■ 우쓰노미야 선 | (상행) | 우쓰노미야 · 오미야 · 우에노 · 신주쿠 · 요코하마 방면 |

## 이용 현황
| 승차 인원 추이 | 승차 인원 추이      |
| 연도           | 하루 평균 승차 인원 |
| -------------- | ------------------- |
| 2000           | 3,791               |
| 2001           | 3,731               |
| 2002           | 3,625               |
| 2003           | 3,649               |
| 2004           | 3,657               |
| 2005           | 3,618               |
| 2006           | 3,587               |
| 2007           | 3,565               |
| 2008           | 3,608               |
| 2009           | 3,570               |
| 2010           | 3,570               |

## 역 주변
- 국도 제4호선
- 국도 제400호선
- 나스시오바라 시청 니시나스노 지소
- 도호쿠 자동차도 니시나스시오바라 나들목
- 국도 제461호선
- 나스시오바라 시청
- 우쓰노미야 지방 검찰청 오타와라 지부
- 우쓰노미야 가정 재판소 오타와라 지부
- 오타와라 간이 재판소
- 도치기 현 나스 청사 · 현 청사 별관
- 오타와라 세무서
- 오타와라 적십자 병원
- 국제 의료 복지대학

## 인접 정차역
| 도호쿠 본선 (우쓰노미야 선) 포함 | 도호쿠 본선 (우쓰노미야 선) 포함 | 도호쿠 본선 (우쓰노미야 선) 포함 |
| -------------------------------- | -------------------------------- | -------------------------------- |
| 노자키 우에노 방면               | ■ 통근쾌속 ■ 쾌속 '래빗' ■ 보통  | 나스시오바라 구로이소 방면       |